# Sveriges statsbudget
Utgifter 2020
|  | Allmänna bidrag till kommuner (13,3 %) |

|  | Ekonomisk trygghet vid sjukdom och funktions-nedsättning (9,9 %) |

|  | Hälsovård, sjukvård och social omsorg (8,5 %) |

|  | Ekonomisk trygghet för familjer och barn (8,4 %) |

|  | Arbetsmarknad och arbetsliv (7,3 %) |

|  | Utbildning och universitetsforskning (7,0 %) |

|  | Kommunikationer (5,5 %) |

|  | Försvar och samhällets krisberedskap (5,3 %) |

|  | Näringsliv (5,1 %) |

|  | Rättsväsendet (4,4 %) |

|  | Avgiften till Europeiska unionen (4,0 %) |

|  | Internationellt bistånd (3,9 %) |

|  | Ekonomisk trygghet vid ålderdom (3,1 %) |

|  | Studiestöd (2,1 %) |

|  | Kultur, medier, trossamfund och fritid (1,7 %) |

|  | Övrigt (10,5 %) |

Sveriges statsbudget är den årliga statsbudget som Sveriges riksdag antar och som innehåller statens inkomster och utgifter under det kommande kalenderåret. Budgetpropositionen ska lämnas över till riksdagen senast den 20 september varje år (förutom vid valår) och om den röstas igenom i riksdagen börjar den sedan gälla från och med kommande kalenderår.

## Statens inkomster och utgifter
Statens inkomster består framför allt av statliga skatter på arbete, kapital och konsumtion. Delar av statens inkomster kommer även från återbetalning av lån (t.ex. studielån) samt bidrag från Europeiska unionen (EU).
Statens utgifter indelas i 27 områden som fördelas på de 11 departementen, de Kungliga Hovstaterna, bidrag till kommunerna samt avgifter till Europeiska unionen.
Ekonomistyrningsverket (ESV) ansvarar för att sammanställa och publicera utfallet för statens budget. De publicerar ett utfall varje månad som innehåller en redovisning av inkomster och utgifter per utgifts- och inkomstområde. Varje år sammanställer ESV också utfallet för statens budget i ett underlag till Årsredovisning för staten.

## Budgetåret

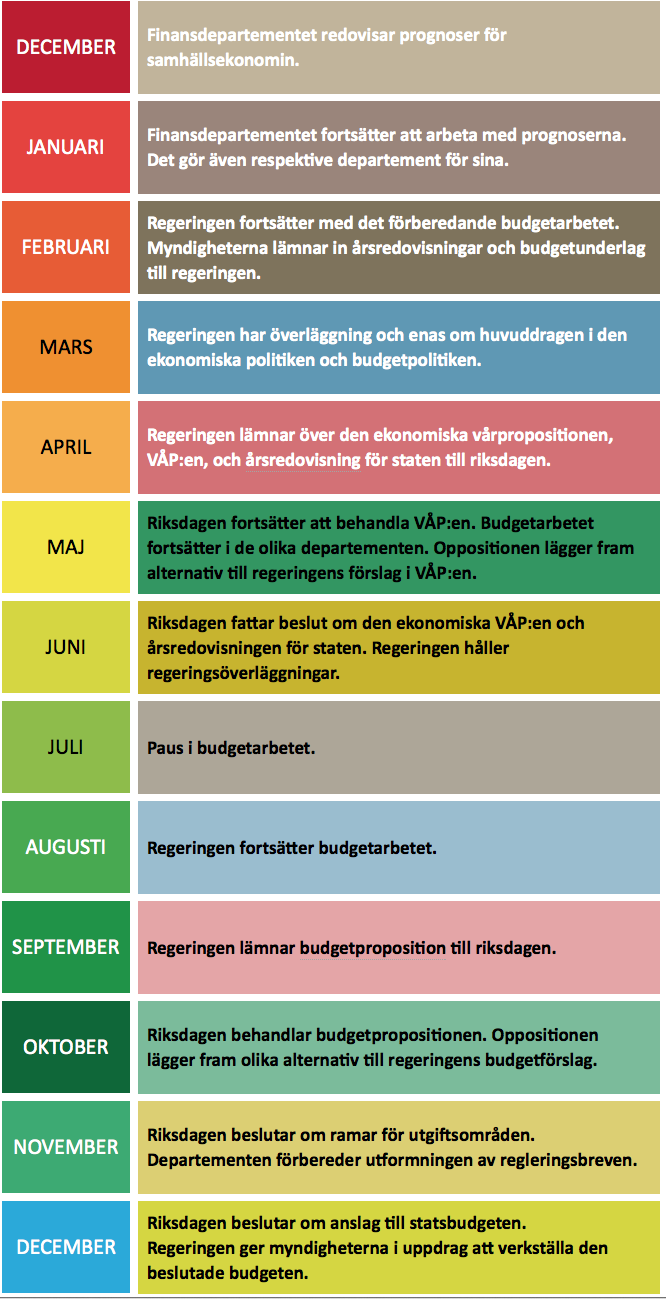
Budgetarbetet under året inom Finansdepartementet och Riksdagen.

Under stora delar av året pågår budgetarbetet i Finansdepartementet och inbegriper prognoser för samhällsekonomin, årsredovisningar och budgetunderlag från myndigheter, en vårproposition från regeringen och arbeten i departement och utskott. Den politiska oppositionen lägger fram egna budgetförslag och de olika alternativen debatteras i utskotten, plenisalen och i massmedia. Slutligen överlämnar regeringen en budgetproposition till riksdagen i september (gäller ej valår). I december fastställer slutligen riksdagen budgeten och regeringen ger myndigheterna i uppdrag att verkställa den.

## Sveriges statsbudget för 2025
Den 27 november 2024 sa riksdagen ja till regeringens budgetproposition för år 2025. Utgifterna beräknas uppgå till 1 428 miljarder kronor och inkomsterna till 1 374 miljarder kronor. Det innebär ett underskott i statens budget på 55 miljarder kronor för 2025.

## Namnbyte
Före grundlagsreformen 1974-1975, då 1974 års regeringsform infördes, kallades statsbudgeten i Sverige officiellt för riksstat och budgetprocessen kallades statsreglering. Ordet "budget" är ett engelskt lånord. Den del av statsförvaltningen som sorterade under Kungl. Maj:t (motsvarande regeringen i dagens språkbruk) benämndes som Statsverket.

## Bildgalleri

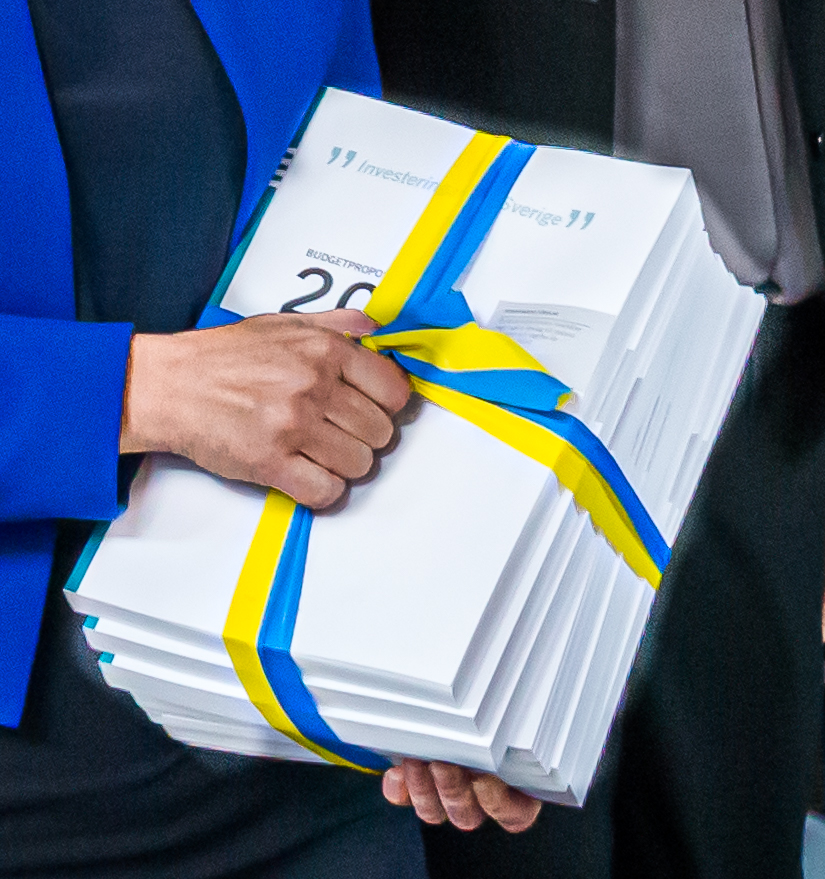
Budgetpropositionen, "nådiga luntan", som ska läggas fram för riksdagen.
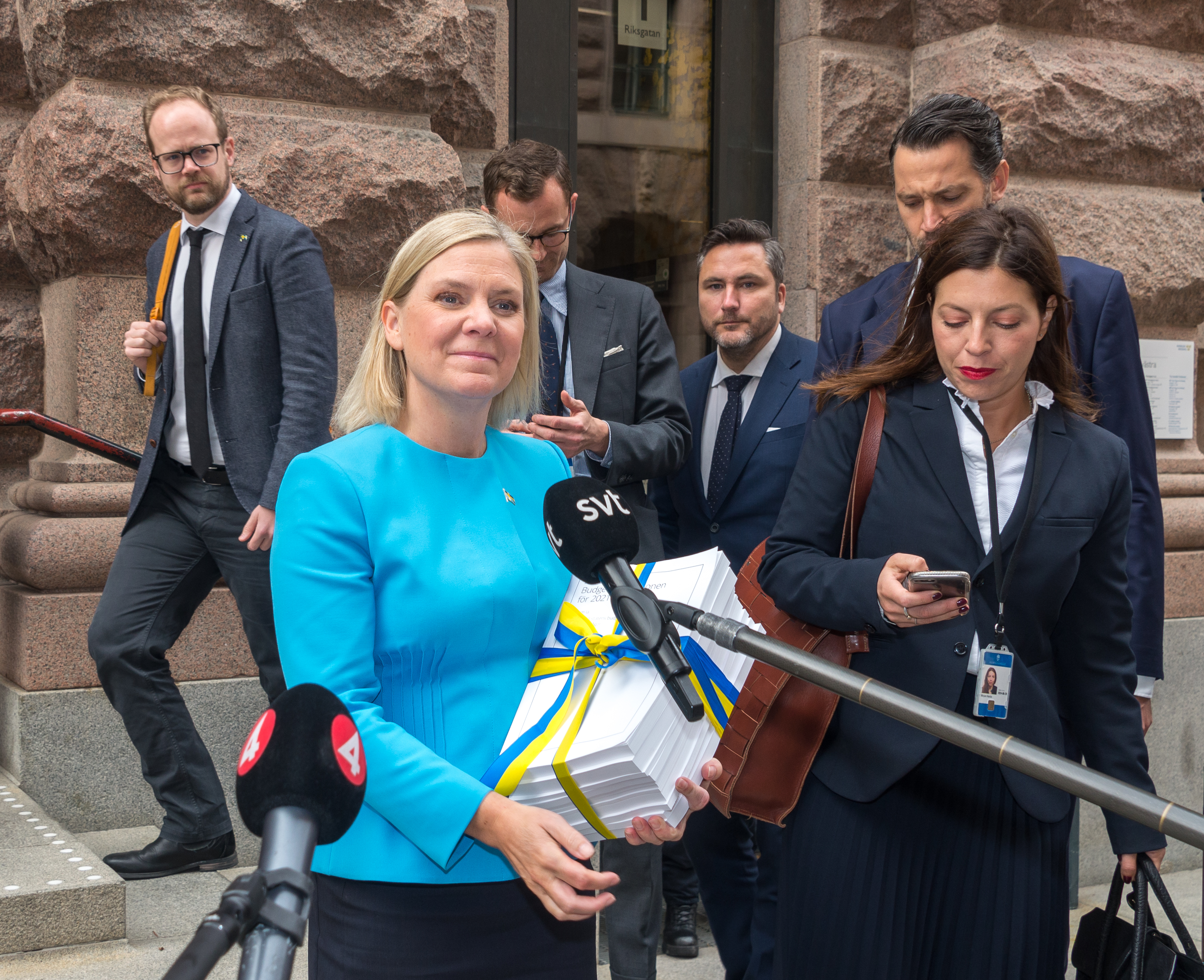
Magdalena Andersson överlämnar regeringens budgetproposition för 2021 till riksdagen den 21 september 2020. Den sedvanliga budgetpromenaden uteblev på grund av den rådande coronapandemin.